# Travois
Le travois est une sorte de traîneau attelé, tiré par l'homme ou un animal. Il est généralement formé de deux perches grossièrement parallèles, portant une plate-forme perpendiculaire. L'extrémité des perches repose sur le sol.

## Historique
Des travois étaient tirés par des bœufs dès le Néolithique, comme on l'a découvert sur le site archéologique de Chalain dans le Jura français. Il était donc utilisé dès le xXXIe siècle av. J.-C.
Les Tribus Amérindiennes des Grandes Plaines les utilisaient encore dans leurs transhumances. Ils étaient tirés au bras, par des chiens ou par des chevaux.

## Étymologie
L'origine de « travois » est obscure. Selon le Trésor de la langue française, il s'agirait peut-être d'un dérivé de l'ancien français tref « poutre » (voir travée) ; avec le suffixe « -ois ».
Les dictionnaires en anglais le font généralement descendre d'une forme franco-canadienne de « travail », dans le sens d'ensemble de poutres, à l'aide duquel on assujettit les grands animaux, soit pour les ferrer, soit pour les soigner. Dans ce sens, le pluriel de travail est « travails ».

## Galerie d’images

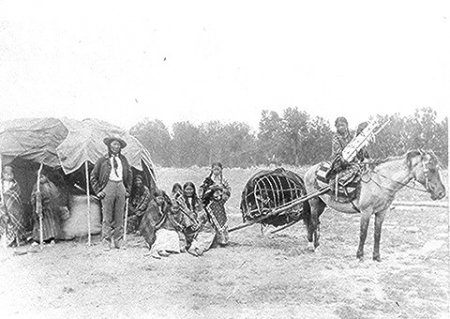
Photo d'une famille cheyenne utilisant un travois (Christian Barthelmess, 1890).
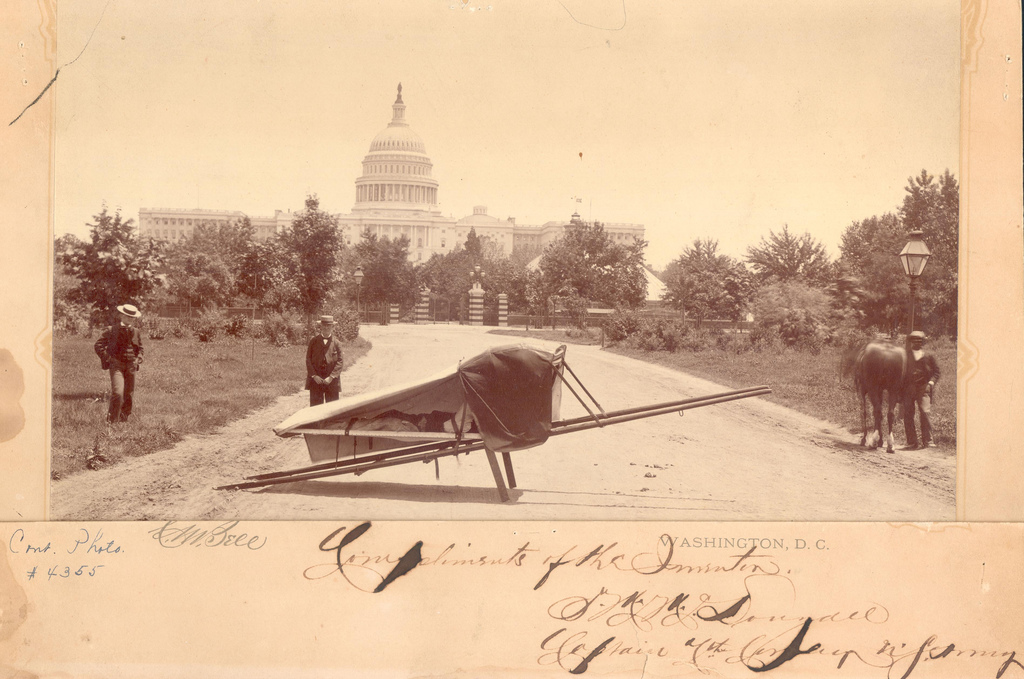
Travois de blessé de guerre, ici disposé devant le capitole (Washington), en 1918.
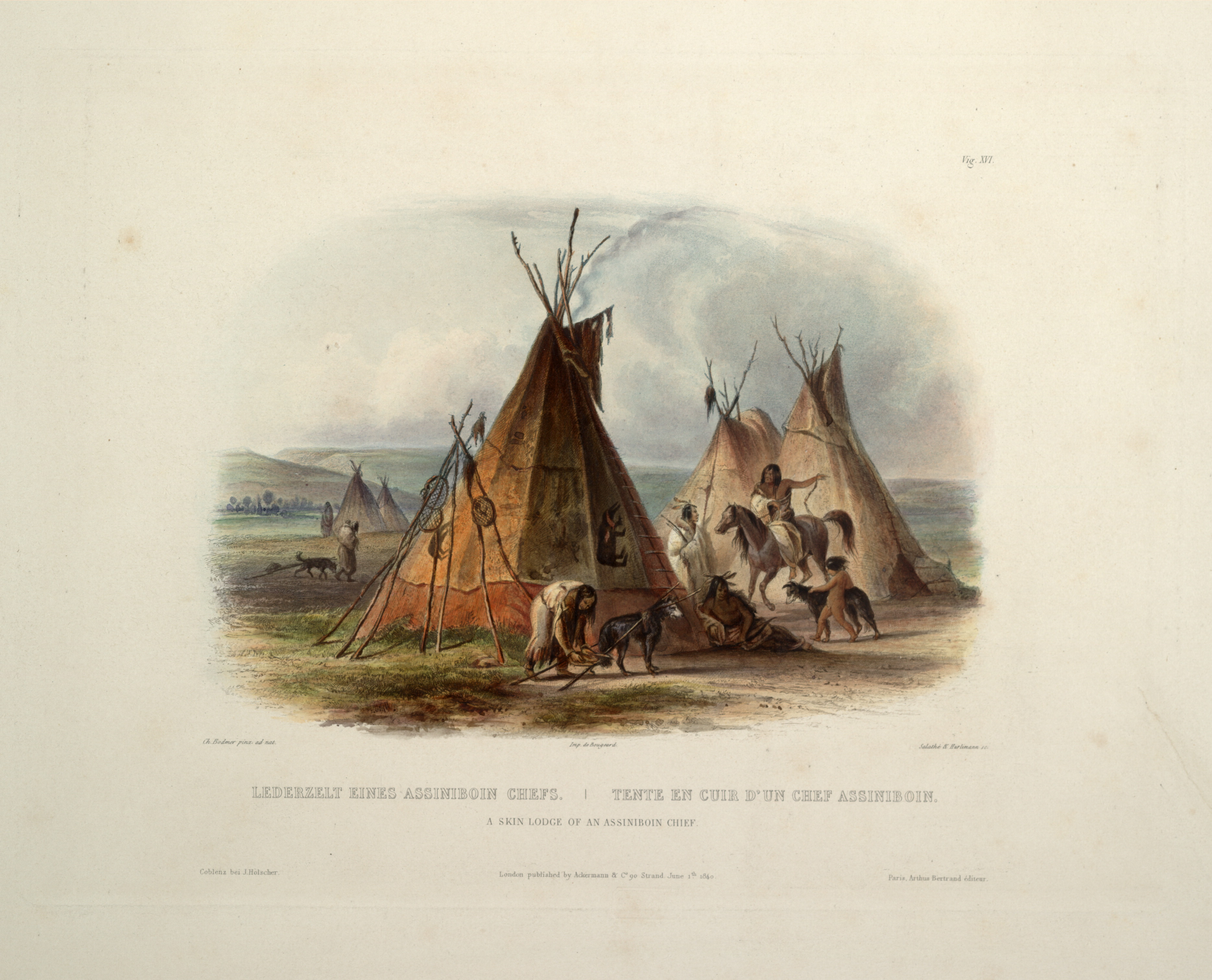
Travois à chien d'indiens assiniboines, gravure de Karl Bodmer, entre 1840 et 1843.
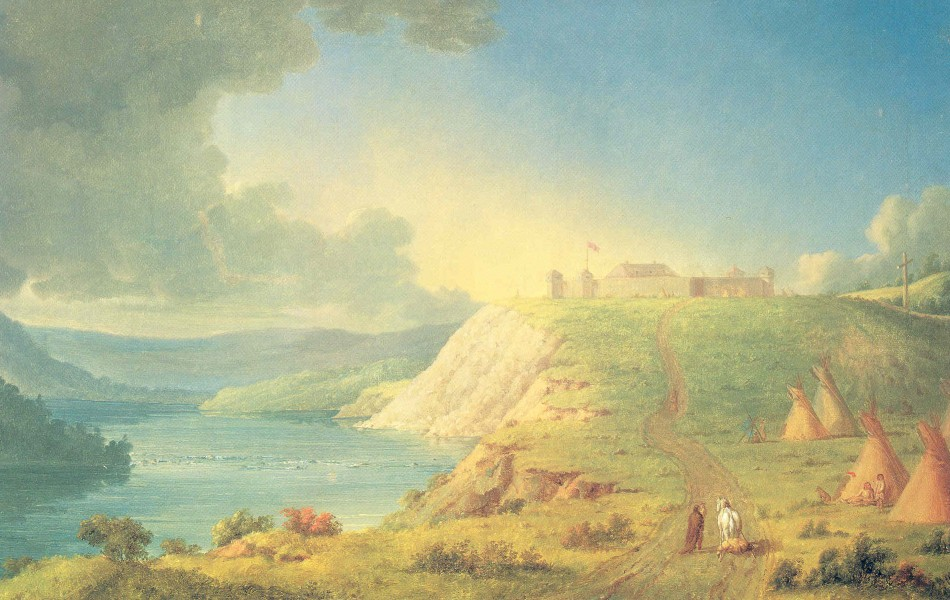
Travois en route vers Fort Edmonton, tableau de Paul Kane, entre 1849 et 1856.
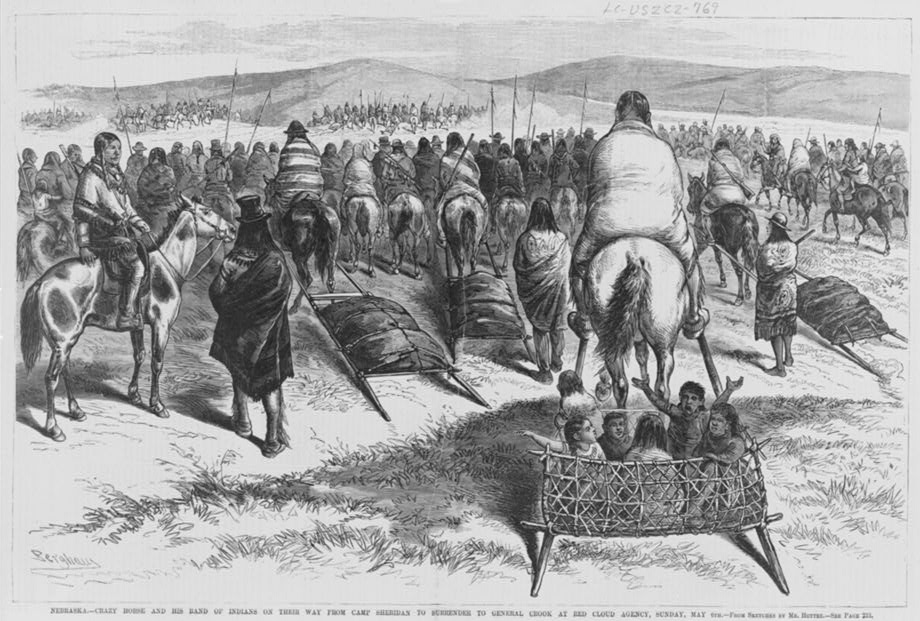
Travois transportant des enfants (Crazy Horse en route vers sa reddition, 1877).
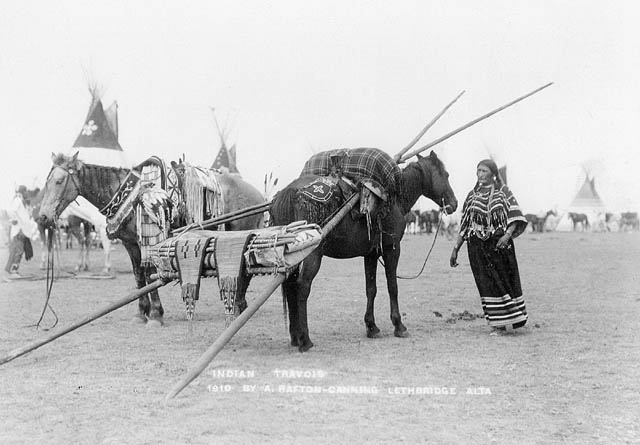
Travois photographié en 1910 (carte postale).